# Metropolitana di Foshan
La metropolitana di Foshan è attualmente costituita da una linea metropolitana che serve la città cinese di Foshan, e fa parte della più estesa rete metropolitana di Canton. 
Inaugurata il 3 novembre 2010, conta 18 stazioni.

## Dati
| Linea                   | Capolinea (Distretto)                   | Capolinea (Distretto)                              | Apertura | Ultima estens. | Lunghezza | Stazioni |
| ----------------------- | --------------------------------------- | -------------------------------------------------- | -------- | -------------- | --------- | -------- |
| Linea 1 (Linea Guangfo) | Kuiki Lu (Chancheng)                    | Yangang (Haizu)                                    | 2010     | 2018           | 39,6      | 25       |
| Linea 2                 | Nanzhuang (Chancheng)                   | Guangzhou South railway station (Panyu, Guangzhou) | 2021     | –              | 32,4      | 17       |
| Linea 3                 | Shunde College Railway Station (Shunde) | Zhongshan Park (Chancheng)                         | 2022     | 2024           | 62,9      | 35       |
| Linea 3                 | Shunde College Railway Station (Nanhai) | Foshan University (Nanhai)                         | 2022     | 2024           | 62,9      | 35       |